# Vicente Fernández y Valliciergo

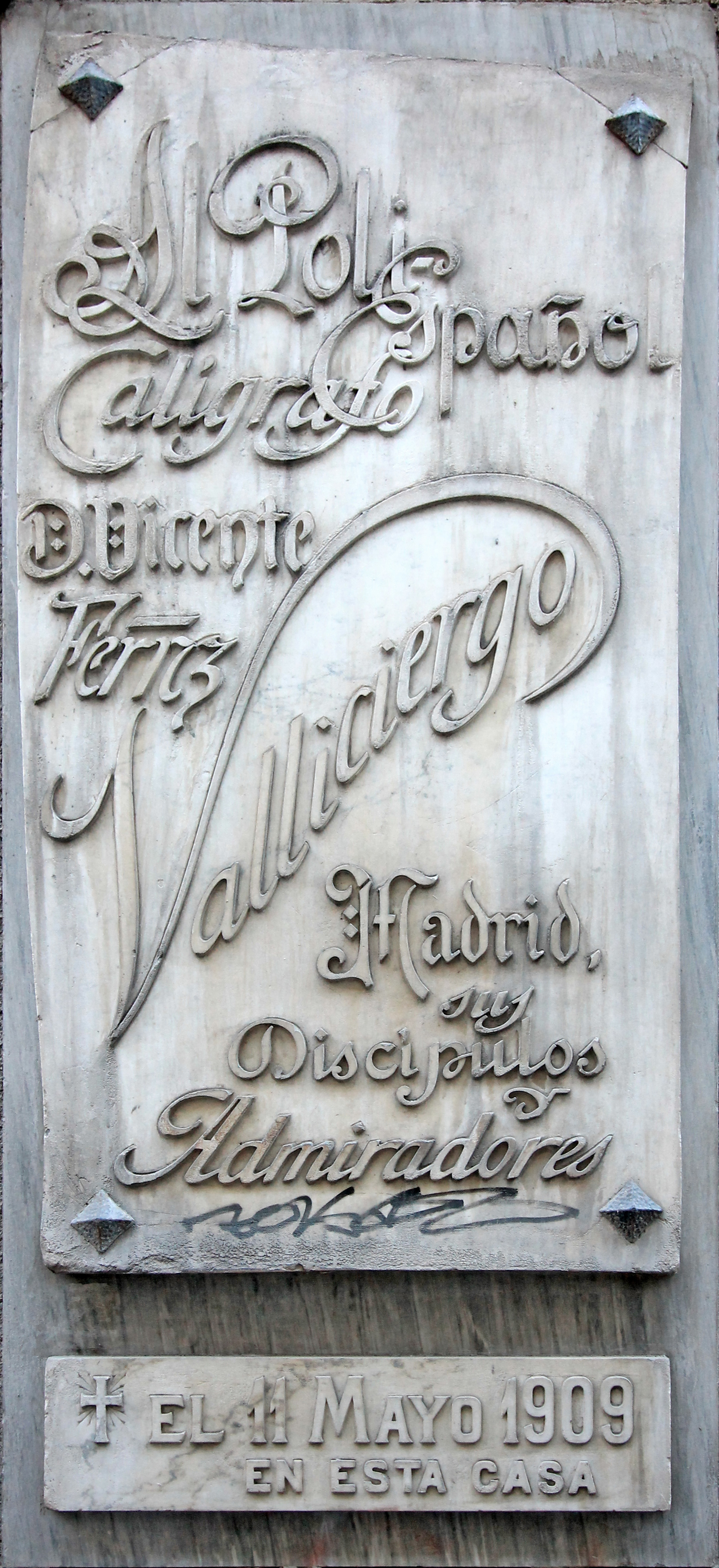
Placa labrada con floreo caligráfico, en la calle de la Ballesta nº 7, en Madrid.

Vicente Fernández y Valliciergo (Santander, Cantabria, 1830 - Madrid, 11 de mayo de 1909) fue un calígrafo español del siglo XIX, maestro del rasgueo conocido popularmente como "el rey de la pluma",
 y cuyos cuadernillos de “letra redondilla” y caligrafía inglesa y francesa aún se usaron en las escuelas españolas y europeas durante la primera mitad del siglo XX. Se estima que creó alrededor de mil glifos.

## Biografía
Valliciergo fue calígrafo de la casa Real y de la Diputación Provincial de Madrid, profesor en el Instituto Cardenal Cisneros y en la Escuela Normal, ambos también de Madrid. Asimismo fue inventor de plumas, papel pautado y ‘corte inglés’ (que se utilizarían tanto en Europa como en América) y perfeccionó la letra ‘redonda francesa’. Entre sus alumnos deben mencionarse calígrafos como Juan Antonio Jiménez y Martín y Agustín de Vera Vilar, mencionados por Lucio Escribano e Iglesia en su Teoría e historia de la escritura y nociones de paleografía (1915). Su presencia e influencia hizo que los litógrafos, en su jerga, llegaran a llamar 'tarjetas Valliciergo' a las tarjetas de rasgos.

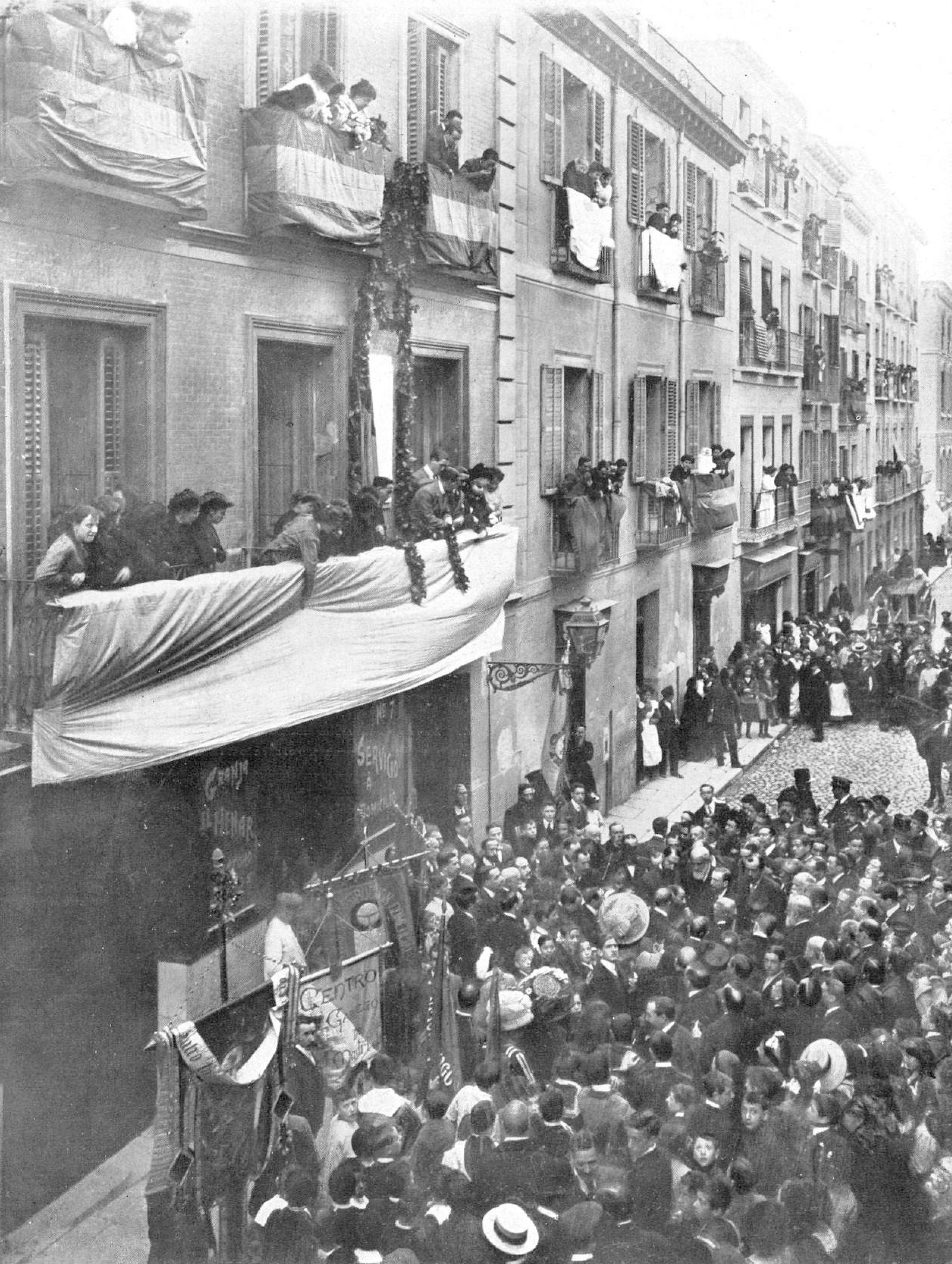
Descubrimiento de la lápida colocada en la casa donde vivió Valliciergo (mayo de 1910)

Murió en Madrid en 1909; en el edificio que ahora ocupa la casa donde vivió, en la calle de la Ballesta, se conserva una placa labrada con floreo caligráfico. Tiene una calle dedicada en Madrid y otra en la capital cántabra.

## Obras
Entre sus obras más reconocidas pueden citarse: el Nuevo Método de Enseñanza de la letra inglesa, como calígrafo de la casa Real, premiado con varias medallas de oro y plata. Además del Nuevo método de caracteres góticos y de adorno (1905, Madrid) y el Nuevo método gráfico del escritura inglesa (1896, Madrid); y una
Caligrafía Francesa: Método de Enseñanza de la letra redondilla para uso de los colegios y escuelas, y de todo un aquel que desee aprender por sí solo (Madrid, ca. 1887).